# Desmos (phần mềm)
Desmos là một máy tính đồ thị nâng cao được ứng dụng làm một ứng dụng web và ứng dụng trên thiết bị di động được viết bằng ngôn ngữ JavaScript.